# Камшиловка
Камши́ловка — деревня в Щёлковском районе Московской области. Относится к Гребневскому сельскому поселению.
Расположена к северо-востоку от Москвы на расстоянии 37 км от центра (по прямой), или 28 км от МКАД по Щёлковскому шоссе А103. Рядом с деревней протекает река Камшиловка (другие названия Камшилиха, Калитвенка) — левый и самый крупный приток Любосеевки. Около деревни имеется небольшой пруд, образованный пересекающей речку дорогой Гребнево — Топорково (запруда).
Непосредственно к деревне с севера примыкает лагерь — учебная база Щёлковского учебно-опытного лесхоза Московского государственного университета леса.

## Население
| 1852 | 1859 | 1869 | 1899 | 1926 | 2002 | 2006 | 2010 |
| ---- | ---- | ---- | ---- | ---- | ---- | ---- | ---- |
| 71   | ↘49  | ↘43  | ↘26  | ↗72  | ↘15  | ↘6   | ↘5   |

## История
Возможно происхождение названия от личного неканонического имени Камшило (Камшило Иванов, 1606 г.), другие названия — Камшилинка, Камшилиха, Камшилово, Камышиха.
Входила в приход храма селения Гребнево, но при этом все время относилась к «не гребневским» хозяевам, и лишь в 1835 году местность была выкуплена Пантелеевой Верой Михайловной, к владениям которой относилось и большое Гребневское имение.
В 1767 году было 9 домов, где проживало 32 крестьянина. С правой стороны реки Камышихи располагались владения «Кузьминой Анны — дочери Берсовой» (Берс Анна Кузьминична) — это деревянный господский дом, 37 десятин пашни, 5 десятин сена и 1 десятина леса.
В 1812 году деревня принадлежит вдове статского действительного советника Александре Афанасьевне Нестеровой (1758—1828), которая была дочерью Афанасия Абрамовича Гончарова.
В 1830 году в деревне 18 женщин и 13 мужчин дворовых, 5 крестьянских дворов (21 мужчина и 24 женщины), а также три двора на 5 мужчин и 12 женщин раскольников-перекрещенцев.
В середине XIX века деревня Камшиловка относилась ко 2-му стану Богородского уезда Московской губернии и принадлежала молодым Нестеровым — Александре и Татьяне Афанасьевне, являвшимся правнучками Афанасия Гончарова. В деревне было 7 дворов, крестьян 31 душа мужского пола и 40 душ женского.
В «Списке населённых мест» 1862 года Комшиловка — владельческая деревня 2-го стана Богородского уезда Московской губернии по левую сторону Стромынского тракта (из Москвы в Киржач), в 25 верстах от уездного города и 5 верстах от становой квартиры, при пруде, с 7 дворами и 49 жителями (25 мужчин, 24 женщины).
По данным на 1869 год Камшиловка — деревня Гребеневской волости 3-го стана Богородского уезда с 12 дворами, 12 деревянными домами и 43 жителями (23 мужчины, 20 женщин), из них 1 грамотный мужчина. Имелось 4 единицы рогатого скота, земли было 43 десятины и 1695 саженей, в том числе 19 десятин и 249 саженей пахотной.
В 1890 году в этой местности отмечена усадьба Фёдора Кирилловича Головцева — почетного потомственного гражданина.
В 1898 году здесь располагалось 18 дворов, где проживали 84 человека. В то время большая часть жителей трудилась в Городищах на фабрике Четверикова.
В 1913 году — 18 дворов и усадьба Удельного ведомства (скорее всего по лесной части).
По материалам Всесоюзной переписи населения 1926 года — деревня Топорковского сельсовета Щёлковской волости Московского уезда в 3,5 км от Стромынского шоссе и в 10,5 км от станции Щёлково Северной железной дороги, проживало 72 жителя (37 мужчин, 35 женщин), насчитывалось 14 крестьянских хозяйств.
Из Камшиловки в ополчение 1812 года ушло два крепостных крестьянина, на полях Великой Отечественной войны погибло 12 местных жителей.
На конец 2021 года постоянно зарегистрированных в Камшиловке было 37 человек, но для участия в программе Социальной газификации Подмосковья этого было не достаточно. По расчетам МИНИСТЕРСТВА ЭНЕРГЕТИКИ МОСКОВСКОЙ РОБЛАСТИ численность постоянно зарегистрированных жителей должна была быть не менее 72 человек.
В 1994—2006 годах деревня относилась к Гребневскому сельскому округу.